# Askold Fjodorowitsch Murow
Askold Fjodorowitsch Murow (russisch Аскольд Фёдорович Муров, wiss. Transliteration Askol'd Fëdorovič Murov; * 5. Februar 1928 in Pokrowsk, heute Engels, Oblast Saratow, Wolgadeutsche Republik, Sowjetunion; † 7. Juni 1996 in Nowosibirsk, Russland) war ein russisch-sowjetischer Komponist.

## Leben
Seine Mutter war Russin, sein Vater Schauspieler deutscher Herkunft am Drama-Theater Saratow. Murows Familie wurde im Zuge des Dekrets über die Umsiedlung der Wolgadeutschen 1941 nach dem Überfall der deutschen Wehrmacht auf die Sowjetunion in die sibirische Region Kemerowo deportiert. Askold Murow ließ sich zunächst zweigleisig ausbilden: Er studierte von 1946 bis zum Ingenieursdiplom 1951 an der Staatlichen Universität für Architektur und Bauwesen Nowosibirsk, parallel dazu absolvierte er von 1948 bis 1951 eine Ausbildung am Musikkolleg der Stadt. Im damaligen Stalinsk arbeitete er bis 1958 als Bauingenieur. Gleichzeitig schrieb er Musik fürs Theater und begann, am 1956 eröffneten Konservatorium in Nowosibirsk Chorleitung und ab 1958 Komposition bei Matwei Gosenpud zu studieren. Schon während des Studiums wurden Werke von ihm aufgeführt – u. a. die Ballettsuite Moidodyr (Мойдодыр) in Moskau. Mit der 1. Sinfonie (1961) schloss er sein Studium 1962 ab. In dieser Zeit lernte er Dmitri Schostakowitsch kennen, der ihn künstlerisch förderte und dem er später seine Sinfonie Tobolsk (Тобольская) widmete.
Ab 1962 unterrichtete Murow am Konservatorium in Nowosibirsk, ab 1968 als Dozent, ab 1983 als Professor und von 1984 bis 1987 als Leiter der Kompositionsabteilung. 1965 bis 1970 war er zudem Vorsitzender des sibirischen Komponistenverbands und nahm an Delegationsreisen in die Schweiz, die damalige DDR, nach Rumänien und Polen teil.
Trotz einer Reihe systemkonformer Werke wurde auch Murow als Formalist getadelt, zunächst wegen seiner 3. Sinfonie (1968). Die Konflikte verschärften sich, und er legte den Vorsitz des Komponistenverbands 1970 nieder. Auch seine 1971 entstandene Sinfonie über die Geschichte von Tobolsk, einer der ältesten russischen Städte Sibiriens, geriet in die Kritik. Murow wurde mit seiner Frau 1971/72 ins damalige Nordvietnam geschickt, um in Hanoi musikalische Aufbauarbeit zu leisten. Er beschäftigte sich mit der Musik des Landes, verarbeitete diese Eindrücke kompositorisch und erhielt vor Ort etliche Auszeichnungen. Nach seiner Rückkehr setzte er sich mit dem orthodoxen Christentum auseinander, verarbeitete biblische Themen, schrieb literarische Bücher und komponierte weiterhin für alle Gattungen, auch satirische Werke wie die Oper Weliki Kombinator (Великий Комбинатор, 1983–1986) nach Ilf und Petrow. 1984 wurde Murow erneut Vorsitzender des sibirischen Komponistenverbands und blieb dies bis zu seinem Tod 1996.

## Murow-Musikkolleg
Das Musikkolleg Nowosibirsk, das er in jungen Jahren absolviert hatte, wurde 2006 nach ihm benannt.

## Schaffen
Murows Werk zeichnet sich durch die Vielfalt der Genres aus. Er hinterließ als Hauptwerk elf Sinfonien, davon sechs nummerierte. Er gilt somit als erster sibirischer Sinfoniker und als Begründer der sibirischen Komponistenschule. Neben weiteren Orchesterwerken schrieb er auch eine Oper, ein Oratorium, Ballette, Chorwerke, Liederzyklen sowie Theater- und Filmmusik. In frühen Kompositionen zeigten sich noch Einflüsse von Schostakowitsch, im weiteren Verlauf der Tauwetter-Periode näherte er sich dann der damaligen sowjetischen Avantgarde. Er experimentierte polystilistisch mit westlich-modernen Musiksprachen wie Atonalität, Neoklassizismus, Neofolklorismus und Jazz, setzte auch vereinzelt Elektronik vom Tonband ein. Ab den 1980er Jahren begann er, altrussische Gesänge zu verarbeiten, und schrieb auch „Geistliche Konzerte“ sowie liturgische Werke; im sinfonischen Stil wandte er sich zunehmend einer sakral grundierten Neoromantik zu.

## Auszeichnungen
- 1983: Verdienter Künstler der RSFSR[7]
- 1990: Glinka-Staatspreis der RSFSR

## Werke
- Moidodyr (Мойдодыр), Ballett, 1960
- 1. Sinfonie, 1961
- 2. Sinfonie, Sinfonie-Ballet, 1962
- Zyklus poetischer Bilder für Gesang und Klavier nach Worten von Johannes R. Becher, 1962
- Aus der sibirischen Volkspoesie, Chorzyklus, 1963
- Die klugen Dinge (Умные вещи), musikalische Komödie nach Samuil Marschak, 1965
- Die Schlaflosigkeit des Jahrhunderts (Бессонница века), Oratorium, 1966
- 3. Sinfonie, 1968
- Lenin in Schuschenskoje, Poem für Orchester, 1969
- Stimmen der Revolution (Голоса Революции) für Solisten, Chor und Orchester, Radiorezitation, 1970
- Sinfonie Tobolsk (Тобольская) für Solisten, Chor und Orchester nach historischen Quellen, Psalmen und Texten u. a. von Welimir Chlebnikow, 1971
- 4. Sinfonie, Stereophonia, 1974
- Zwei Eindrücke über Vietnam für Streichensemble, 1974
- Dessjatyje gody (Десятые годы), Zyklus für Gesang und Klavier nach Worten von Alexander Blok, 1975
- Sinfonie Herbst (Осенняя) für Volksinstrumente-Orchester, 1978
- 5. Sinfonie, 1981
- Weliki Kombinator (Великий Комбинатор), Oper nach Ilf und Petrow (1983–1986)
- Sinfonie für Streicher, 1986
- Sinfonie für Bläser und Schlagwerk, 1988
- 6. Sinfonie, 1991